# عبد الحليم محمود
عبد الحليم محمود (1910 - 1978) عالم أزهري ووزير مصري سابق وشيخ الأزهر في الفترة بين عامي 1973 و1978.

## سيرته
ولد في 2 جمادى الأولى 1328هـ الموافق 12 مايو 1910م، بعزبة أبو أحمد قرية السلام مركز بلبيس بمحافظة الشرقية. نشأ في أسرة كريمة مشهورة بالصلاح والتقوى، وكان أبوه ممن تعلم بالأزهر لكنه لم يكمل دراسته فيه. حفظ القرآن الكريم ثم التحق بالأزهر سنة 1923م. حصل على العالمية سنة 1351 هـ / 1932م ثم سافر إلى فرنسا على نفقته الخاصة لإستكمال تعليمه العالي حيث حصل على الدكتوراه في الفلسفة الإسلامية عن الحارث المحاسبي سنة 1359 هـ / 1940م. بعد عودته عمل مدرسا لعلم النفس بكلية اللغة العربية بكليات الأزهر ثم عميدا لكلية أصول الدين سنة 1384 هـ / 1964م وعضوا ثم أمينا عاما لمجمع البحوث الإسلامية فنهض به وأعاد تنظيمه عين وكيلا للأزهر سنة 1390 هـ / 1970م فوزيرا للأوقاف وشئون الأزهر.

## مشيخته للأزهر
تولى الشيخ عبد الحليم محمود مشيخة الأزهر في ظروف بالغة الحرج، وذلك بعد مرور أكثر من 10 سنوات على صدور قانون الأزهر سنة 1381 هـ / 1961م الذي توسع في التعليم المدني ومعاهده العليا، وألغى جماعة كبار العلماء، وقلص سلطات شيخ الأزهر، وغلّ يده في إدارة شئونه، وأعطاها لوزير الأوقاف وشئون الأزهر، وهو الأمر الذي عجّل بصدام عنيف بين محمود شلتوت شيخ الأزهر الذي صدر القانون في عهده وبين تلميذه الدكتور محمد البهي الذي كان يتولى منصب وزارة الأوقاف، وفشلت محاولات الشيخ الجليل في استرداد سلطاته، وإصلاح الأوضاع المقلوبة.
لم يكن أكثر الناس تفاؤلا يتوقع للشيخ عبد الحليم محمود أن يحقق هذا النجاح الذي حققه في إدارة الأزهر، فيسترد للمشيخة مكانتها ومهابتها، ويتوسع في إنشاء المعاهد الأزهرية على نحو غير مسبوق، ويجعل للأزهر رأيا وبيانا في كل موقف وقضية، حيث أعانه على ذلك صفاء نفس ونفاذ روح، واستشعار المسئولية الملقاة على عاتقه، وثقة في الله عالية، جعلته يتخطى العقبات ويذلل الصعاب.
للشيخ أكثر من 60 مؤلفا في التصوف والفلسفة، بعضها بالفرنسية، من أشهر كتبه: «أوروبا والإسلام»، و«التوحيد الخالص» أو «الإسلام والعقل»، و«أسرار العبادات في الإسلام»، و«التفكير الفلسفي في الإسلام»، و«القرآن والنبي»، و«المدرسة الشاذلية الحديثة وإمامها أبو الحسن الشاذلي».

## نشاطه الإصلاحي
بدت بوادر الإصلاح واضحة في سلوك الشيخ عبد الحليم محمود بعد توليه أمانة مجمع البحوث الإسلامية الذي حلَّ محل جماعة كبار العلماء، فبدأ بتكوين الجهاز الفني والإداري للمجمع من خيار رجال الأزهر، وتجهيزه بمكتبة علمية ضخمة استغل في تكوينها صداقاته وصلاته بكبار المؤلفين والباحثين وأصحاب المروءات. عمل الشيخ على توفير الكفايات العلمية التي تتلائم ورسالة المجمع العالمية، وفي عهده تم عقد مؤتمر مجمع البحوث الإسلامية، وتوالى انعقاده بانتظام، كما أقنع المسئولين بتخصيص قطعة أرض فسيحة بمدينة نصر لتضم المجمع وأجهزته العلمية والإدارية، ثم عني بمكتبة الأزهر الكبرى، ونجح في تخصيص قطعة أرض مجاورة للأزهر لتقام عليها.
أثناء تولّيه لوزارة الأوقاف عني بالمساجد عناية كبيرة، فأنشأ عددا منها، وضم عددا كبيرا من المساجد الأهلية، وجدد المساجد التاريخية الكبرى مثل جامع عمرو بن العاص ثاني أقدم المساجد في إفريقيا بعد مسجد سادات قريش بمدينة بلبيس محافظة الشرقية، وأوكل الخطبة فيه إلى الشيخ محمد الغزالي فدبّت فيه الروح، وعادت إليه الحياة بعد أن اغتالته يد الإهمال، وتدفقت إليه الجماهير من كل صوب وحدب، وأنشأ بمساجد الوزارة فصولا للتقوية ينتفع بها طلاب الشهادتين الإعدادية والثانوية جذبت آلافا من الطلاب إلى المساجد وربطتهم بشعائر دينهم الحنيف.
رأى أن للوزارة أوقافا ضخمة تدر ملايين الجنيهات أخذها الإصلاح الزراعي لإدارتها لحساب الوزارة، فلم تعد تدر إلا القليل، فاستردها من «وزارة الإصلاح الزراعي»، وأنشأ هيئة كبرى لإدارة هذه الأوقاف لتدر خيراتها من جديد، وعلم أن هناك أوقافا عدت عليها يد الغصب أو النسيان، فعمل على استرداد المغتصب، وإصلاح الخرب.

## استعادة هيبة الأزهر وشيخه
صدر قرار تعيين الشيخ عبد الحليم محمود شيخا للأزهر في 22 صفر 1393هـ / 27 مارس 1973م، وما كاد الشيخ يمارس أعباء منصبه وينهض بدوره على خير وجه حتى بوغت بصدور قرار جديد من رئيس الجمهورية في 17 جمادى الآخرة 1394هـ == 7 يوليو 1974م يكاد يجرد شيخ الأزهر مما تبقى له من اختصاصات ويمنحها لوزير الأوقاف والأزهر، وما كان من الشيخ إلا أن قدم استقالته لرئيس الجمهورية على الفور، معتبرا أن هذا القرار يغض من قدر المنصب الجليل ويعوقه عن أداء رسالته الروحية في مصر والعالم العربي والإسلامي.
روجع الإمام في أمر استقالته، وتدخل الحكماء لإثنائه عن قراره، لكن الشيخ أصر على استقالته، وامتنع عن الذهاب إلى مكتبه، ورفض تناول راتبه، وطلب تسوية معاشه، وأحدثت هذه الاستقالة دويا هائلا في مصر وسائر أنحاء العالم الإسلامي، وتقدم أحد المحامين الغيورين برفع دعوى حسبة أمام محكمة القضاء الإداري بمجلس الدولة ضد رئيس الجمهورية ووزير الأوقاف، طالبا وقف تنفيذ قرار رئيس الجمهورية.
إزاء هذا الموقف الملتهب اضطر أنور السادات إلى معاودة النظر في قراره ودراسة المشكلة من جديد، وأصدر قرارا أعاد فيه الأمر إلى نصابه، جاء فيه: شيخ الأزهر هو الإمام الأكبر وصاحب الرأي في كل ما يتصل بالشئون الدينية والمشتغلين بالقرآن وعلوم الإسلام، وله الرياسة والتوجيه في كل ما يتصل بالدراسات الإسلامية والعربية في الأزهر. تضمن القرار أن يعامل شيخ الأزهر معاملة الوزير من حيث المرتب والمعاش، ويكون ترتيبه في الأسبقية قبل الوزراء مباشرة، وانتهت الأزمة وعاد الشيخ إلى منصبه ليواصل جهاده. جدير بالذكر أن قرارا جمهوريا صدر بعد وفاة الشيخ بمساواة منصب شيخ الأزهر بمنصب رئيس الوزراء.

## مسؤولية شيخ الأزهر
كان الشيخ عبد الحليم يدرك خطورة منصبه، وأنه مسؤول عن القضايا التي تتعلق بالمسلمين، وأنه لا ينتظر من أحد توجيها إلى النظر في بعض القضايا وغض النظر عن بعضها، فكان للأزهر في عهده رأي ومقال في كل قضية وموضوع يتعلق بأمر المسلمين، فتصدى لقانون الأحوال الشخصية الذي حاولت الدكتورة عائشة راتب إصداره دون الرجوع إلى الأزهر، وحرصت على إقراره من مجلس الشعب على وجه السرعة، وكان هذا القانون قد تضمن قيودا على حقوق الزوج على خلاف ما قررته الشريعة الإسلامية.
لما علم الإمام الأكبر بهذا القانون أصدر بيانا قويا حذر فيه من الخروج على تعاليم الإسلام، وأرسله إلى جميع المسؤولين وأعضاء مجلس الشعب وإلى الصحف، ولم ينتظر صدور القانون بل وقف في وجهه قبل أن يرى النور، لكن بيان الشيخ تآمرت عليه قوى الظلام فصدرت التعليمات إلى الصحف بالامتناع عن نشره، واجتمعت الحكومة للنظر في بيان الشيخ عبد الحليم محمود، ولم تجد مفرا من الإعلان عن أنه ليس هناك تفكير على الإطلاق في تعديل قانون الأحوال الشخصية، وبذلك نجح الإمام في قتل القانون في مهده.

## الكتب الدينية المشتركة
اقترح البابا شنودة بطريرك الأقباط في مصر تأليف كتب دينية مشتركة ليدرسها الطلبة المسلمون والمسيحيون جميعا في المدارس، مبررا ذلك بتعميق الوحدة الوطنية بين عنصري الأمة، وتقوية الروابط بينهما. لقي هذا الاقتراح قبولا بين كبار المسئولين، وزار الدكتور مصطفى حلمي وزير التربية والتعليم آنذاك الإمام الأكبر ليستطلع رأيه في هذا الاقتراح، لكن الشيخ واجه الوزير بغضبة شديدة قائلا له: من آذنك بهذا، ومن الذي طلبه منك، إن مثل هذه الفكرة إذا طلبت فإنما توجه إلينا من كبار المسئولين مباشرة، ويوم يطلب منا مثل هذه الكتب فلن يكون ردي عليها سوى الاستقالة.
ما كان من الوزير إلا أن استرضى الشيخ الغاضب وقدم اعتذارا له قائلا له: إنني ما جئت إلا لأستطلع رأي فضيلتكم وأعرف حكم الدين، ويوم أن تقدم استقالتك لهذا السبب فسأقدم استقالتي بعدك مباشرة.

## مؤلفاته
| 1. أستاذ السائرين الحارث المحاسبي 2. الإسراء والمعراج 3. الإسلام والعقل 4. الإمام الرباني الزاهد عبد الله بن المبارك 5. الحمد لله هذه حياتى 6. الرعاية لحقوق الله للمحاسبي 7. السنة ومكانتها في التشريع الإسلامي 8. العارف بالله أبو الأنوار شمس الدين الحفني 9. العارف بالله بشر بن الحارث الحافي 10. العارف بالله سهل بن عبد الله التستري حياته وآراؤه 11. العالم العابد العارف بالله ذو النون المصري 12. العبادة أحكام واسرار 13. الفضيل بن عياض صوفي من الرعيل الأول 14. القرآن في شهر القرآن 15. القرآن والنبي 16. القطب الشهيد عبد السلام بن بشيش 17. الليث بن سعد إمام أهل مصر 18. إمام التابعين سعيد بن المسيب 19. أوروبا والإسلام 20. تفسير سورة آل عمران | 1. دلائل النبوة ومعجزات الرسول صلى الله عليه وسلم 2. سفيان الثوري أميرالمؤمنين في الحديث 3. سيدنا زين العابدين 4. سيدي أبو البركات احمد الدردير 5. شيخ الشيوخ أبو مدين الغوث حياته ومعراجه إلى الله 6. فاذكروني أذكركم 7. فتاوى الامام عبد الحليم محمود 8. فتاوى عن الشيوعية 9. قضية التصوف المدرسة الشاذلية 10. قضية التصوف المنقذ من الضلال 11. لطائف المنن للعارف بالله ابن عطاء الله السكندري 12. محمد رسول الله 13. مع الانبياء والرسل 14. موقف الإسلام من الفن والعلم والفلسفة 15. وربك الغفور ذو الرحمة 16. أبو ذر الغفاري والشيوعية 17. أقطاب التصوف الثلاثة السيد أحمد البدوي، السيد أحمد الرفاعي، السيد عبد الرحيم القناوي - صلاح عزام - تقديم عبد الحليم محمود 18. التفكير الفلسفي في الإسلام 19. الحج إلى بيت الله الحرام 20. الرسالة القشيرية سيرة ذاتية ومنهاج ومفاهيم صوفية لاقطاب التصوف الاسلامى | 1. الرسول صلى الله عليه وسلم لمحات من حياته 2. السيد احمد البدوي رضي الله عنه 3. الصلاة أسرار وأحكام 4. الطريق إلى الله - كتاب الصدق لأبي سعيد الخراز 5. المشكلة الأخلاقية والفلاسفة 6. تاج الصوفية أبو بكر الشبلي حياته وآراؤه 7. سلطان العارفين أبو اليزيد البسطامي 8. شرح الحكم العطائية للشيخ زروق 9. شهر رمضان 10. عوارف المعارف 2 11. فلسفة ابن طفيل 12. كتاب الجهاد 13. مقالات في الإسلام والشيوعية 14. وازن الارواح - اندريه موروا 15. يارب 16. الإسلام والإيمان 17. تربية الناشئ المسلم 18. قطبا المغرب سيدي عبد السلام ابن بشيش 19. منهج الإصلاح الإسلامى في المجتمع |

## المحاكم العسكرية غير مؤهلة
من مواقف الشيخ الشجاعة ما أبداه تجاه المحكمة العسكرية التي تصدت للحكم في قضية جماعة التكفير والهجرة المصرية، وكانت المحكمة قد استعانت بعدد من علماء الأزهر لإبداء الرأي في فكر هذه الجماعة، غير أن المحكمة لم تسترح لرأيهم، وكررت ذلك أكثر من مرة، وكانت في عجلة من أمرها؛ الأمر الذي جعلها تصدر أحكاما دون استئناس برأي الأزهر.
لم تكتف هذه المحكمة بذلك بل تضمن حكمها هجوما على الأزهر وعلمائه، وقالت: إنه كان على المسئولين عن الدعوة الدينية أن يتعهدوا الأفكار بالبحث والتدبر بدلا من إهمالها وعدم الاعتناء بمجرد بحثها. ولمزت المحكمة علماء الأزهر بقولها: «ووا أسفا على إسلام ينزوي فيه رجال الدين في كل ركن هاربين متهربين من أداء رسالتهم أو الإفصاح عن رأيهم أو إبداء حكم الدين فيما يعرض عليهم من أمور، فلا هم أدوا رسالتهم وأعلنوا كلمة الحق، ولا هم تركوا أماكنهم لمن يقدر على أداء الرسالة».
كانت كلمات المحكمة قاسية وغير مسئولة وتفتقد إلى الموضوعية والأمانة، وهو ما أغضب الإمام الأكبر لهذا الهجوم العنيف، فأصدر بيانا امتنعت معظم الصحف اليومية عن نشره، ولم تنشره سوى صحيفة الأحرار. في هذا البيان اتهم عبد الحليم محمود المحكمة بالتعجل وعدم التثبت، وأنها لم تكن مؤهلة للحكم على هذا الفكر، وأنها تجهل الموضوع الذي تصدرت لمعالجته، وكان يجب عليها أن تضم قضاة شرعيين يقفون موقفها ويشاركونها المسئولية ويتمكنون من الاطلاع على جميع ظروف القضية ونواحيها فيتمكنون من إصدار الحكم الصحيح.
اتهم الإمام المحكمة بأنها لم تمكن علماء الأزهر من الاطلاع على آراء هذا التنظيم أو الاستماع إلى شرح من أصحابه، والاطلاع على كافة الظروف التي أدت بهم إلى هذا الفكر، واكتفت بأن عرضت عليهم المحضر الذي سجلته النيابة من أقوال ومناقشات، وهذا لا يرقى أن يكون مصدرا كافيا يقوم عليه بحث العلماء، أو أساسا متكاملا تصدر عليه أحكام.

## التوسع في إنشاء المعاهد الأزهرية
تولى الشيخ عبد الحليم محمود مشيخة الأزهر في وقت اشتدت فيه الحاجة لإقامة قاعدة عريضة من المعاهد الدينية التي تقلص عددها وعجزت عن إمداد جامعة الأزهر بكلياتها العشرين بأعداد كافية من الطلاب، وهو الأمر الذي جعل جامعة الأزهر تستقبل أعدادا كبيرة من حملة الثانوية العامة بالمدارس، وهم لا يتزودون بثقافة دينية وعربية تؤهلهم أن يكونوا حماة الإسلام.
أدرك الشيخ خطورة هذا الموقف فجاب القرى والمدن يدعو الناس للتبرع لإنشاء المعاهد الدينية، فلبى الناس دعوته وأقبلوا عليه متبرعين، ولم تكن ميزانية الأزهر تسمح بتحقيق آمال الشيخ في التوسع في التعليم الأزهري، فكفاه الناس مئونة ذلك، وكان لصِلاته العميقة بالحكام وذوي النفوذ والتأثير وثقة الناس فيه أثر في تحقيق ما يصبو إليه، فزادت المعاهد في عهده على نحو لم يعرفه الأزهر من قبل.

## تطبيق الشريعة الإسلامية
من أهم دعوات الشيخ دعوته إلى تطبيق الشريعة الإسلامية من ميادين الجهاد التي خاضها في صبر وجلد داعيا وخطيبا ومحاضرا ومخاطبا المسئولين في البلاد، فكتب إلى كل من سيد مرعي رئيس مجلس الشعب، وممدوح سالم رئيس مجلس الوزراء يطالبهما بالإسراع في تطبيق الشريعة الإسلامية، ويقول لهما: «لقد آن الأوان لإرواء الأشواق الظامئة في القلوب إلى وضع شريعة الله بيننا في موضعها الصحيح ليبدلنا الله بعسرنا يسرا وبخوفنا أمنا...».
لم يكتف الإمام الأكبر بإلقاء الخطب والمحاضرات وإذاعة الأحاديث، بل سلك سبيل الجهاد العلمي، فكون لجنة بمجمع البحوث الإسلامية لتقنين الشريعة الإسلامية في صيغة مواد قانونية تسهل استخراج الأحكام الفقهية على غرار القوانين الوضعية، فأتمت اللجنة تقنين القانون المدني كله في كل مذهب من المذاهب الأربعة.

## الاهتمام بأمور المسلمين
كان الشيخ عبد الحليم محمود يستشعر أنه إمام المسلمين في كل أنحاء العالم، وأنه مسئول عن قضاياهم، وكان هؤلاء ينظرون إليه نظرة تقدير وإعجاب، فهم يعتبرونه رمز الإسلام وزعيم المسلمين الروحي، ولهذا كان يخفق قلب الإمام لكل مشكلة تحدث في العالم الإسلامي، ويتجاوب مع كل أزمة تلمّ ببلد إسلامي.
فقد أصدر بيانا بشأن الأحداث الدامية والحرب الأهلية في لبنان، دعا الأطراف المتنازعة من المسلمين والمسيحيين إلى التوقف عن إراقة الدماء وتخريب معالم الحياة، وأهاب بزعماء العرب والمسلمين إلى المسارعة في معاونة لبنان على الخروج من أزمته، وفاء بحق الإسلام وحق الأخوة الوطنية والإنسانية، وقياما ببعض تبعات الزعامة والقيادة التي هي أمانة الله في أعناقهم.
لم يكتف الشيخ بذلك بل أرسل برقية إلى الأمين العام لجامعة الدول العربية يناشده العمل بحسم وعزم على وقف النزيف الدموي الذي أسالته المؤامرات المعادية على أرض لبنان.

## الأزمة المغربية الجزائرية
قامت أزمة عنيفة بين المغرب والجزائر بشأن مشكلة الصحراء الغربية التي كانت إسبانيا تحتلها، وأدى الخلاف بينهما إلى مناوشات حربية كادت تتحول إلى حرب عنيفة. لما علم الإمام بأخبار هذه التحركات سارع إلى إرسال برقية إلى كل من ملك المغرب ورئيس الجزائر، دعاهما إلى التغلب على نوازع الخلاف وعوامل الشقاق والفرقة، وأن يبادرا بتسوية مشكلاتهما وموضوعات الخلاف بينهما بالتفاهم الأخوي والأسلوب الحكيم، وناشدهما باسم الإسلام أن يلقيا السلاح وأن يحتكما إلى كتاب الله.
أرسل في الوقت نفسه برقية إلى الرئيس السادات يرجوه التدخل للصلح بين القطرين الشقيقين، جاء فيها: «تتعلق بزعامتكم قلوب المسلمين من العرب والمسلمين الذين ينتظرون مساعيكم الحميدة في إصلاح ذات البين بمناسبة الصدام المسلح المؤسف بين البلدين الشقيقين الجزائر والمغرب».
رد السادات على برقية شيخ الأزهر ببرقية يخبره فيه بمساعيه للصلح بين الطرفين جاء فيها: «تلقيت بالتقدير برقيتكم بشأن المساعي لحل الأزمة بين الجزائر والمغرب، وأود أن أؤكد لكم أن مصر تقوم بواجبها القومي من أجل مصالح العرب والمسلمين، وما زال السيد محمد حسني مبارك نائب الرئيس يقوم بمهمته المكلف بها، أرجو الله عز وجل أن يكلل جهوده بالنجاح والتوفيق...».
في الوقت نفسه أرسل برقية إلى خالد بن عبد العزيز عاهل المملكة السعودية آنذاك يدعوه للتدخل إلى حقن الدماء بين الشقيقين وفض النزاع بينهما، وقد أحدثت هذه البرقيات أصداء قوية، وكانت عاملا في هدوء الحالة بين الدولتين الشقيقتين.

## وفاته
كانت حياة الشيخ عبد الحليم محمود جهادا متصلا وإحساسا بالمسئولية التي يحملها على عاتقه، فلم يركن إلى اللقب الكبير الذي يحمله، أو إلى جلال المنصب الذي يتقلده، فتحرك في كل مكان يرجو فيه خدمة الإسلام والمسلمين، وأحس الناس فيه بقوة الإيمان وصدق النفس، فكان يقابل مقابلة الملوك والرؤساء، بل أكثر من ذلك؛ حيث كانت الجموع المحتشدة التي هرعت لاستقباله في الهند وباكستان وماليزيا وإيران والمغرب وغيرها تخرج عن حب وطواعية لا عن سوق وحشد وإرهاب.
في ظل هذا النشاط الجم والرحلات المتتابعة لتفقد المسلمين شعر بآلام شديدة بعد عودته من الأراضي المقدسة فأجرى عملية جراحية لقي الله بعدها في صبيحة يوم الثلاثاء الموافق (15 ذو القعدة 1397 هـ / 17 أكتوبر 1978م) تاركا ذكرى طيبة ونموذجا لما يجب أن يكون عليه شيخ الأزهر.

## في الدراما
- العارف بالله، مسلسل تلفزيوني مصري من إنتاج 2008

## وصلات خارجية
- الإمام عبد الحليم محمود (الموقع الرسمي)
- بوابة الحركات الإسلامية: الشيخ عبد الحليم محمود
- شيخ الإسلام وشيخ الجامع الأزهر الشيخ عبد الحليم محمود نسخة محفوظة 19 نوفمبر 2015 على موقع واي باك مشين.
- في ذكرى الإمام عبد الحليم محمود بقلم: د. منيع عبد الحليم محمود